# Österreichische Liedermacher

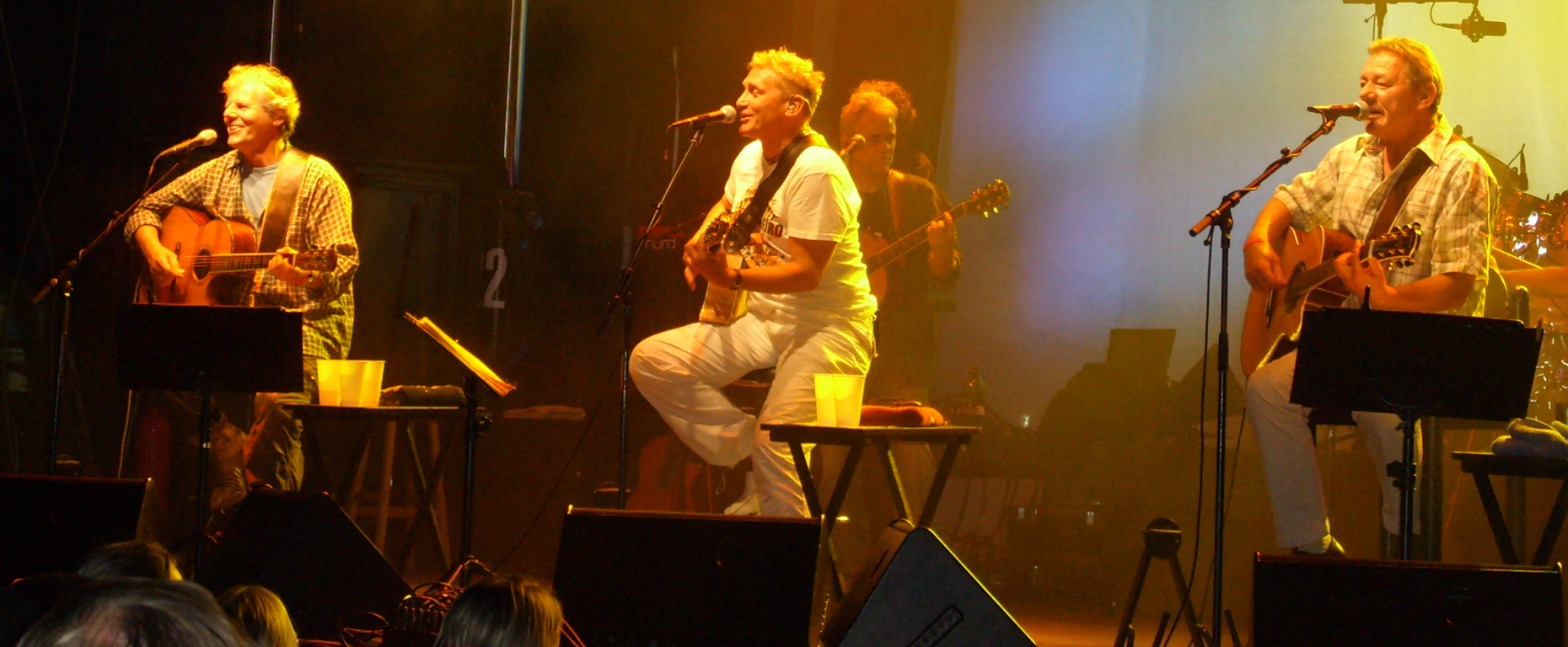
Austria 3 live (2006)

Österreichische Liedermacher ist die Bezeichnung für österreichische Sänger, die selbstverfasste Lieder vortragen. In den frühen Jahren waren deren Texte stark von Wiener Dialekt, „Wiener Schmäh“ und schwarzem Humor geprägt.

## Geschichte
Die Szene der Liedermacher gibt es in Österreich ungefähr seit Ende der 1960er-Jahre. Auf der einen Seite stand zu Beginn der Schlager, auf der anderen der Pop. Einen hohen Bekanntheitsgrad erreichte unter anderem Udo Jürgens als Liedermacher des Schlagers, während Sänger wie Georg Danzer, die dem Pop zugeordnet werden, etwas später kommerziellen Erfolg hatten. Mit dem Aufblühen der Wiener Dialektwelle wandte sich die Szene immer mehr dem Pop zu.

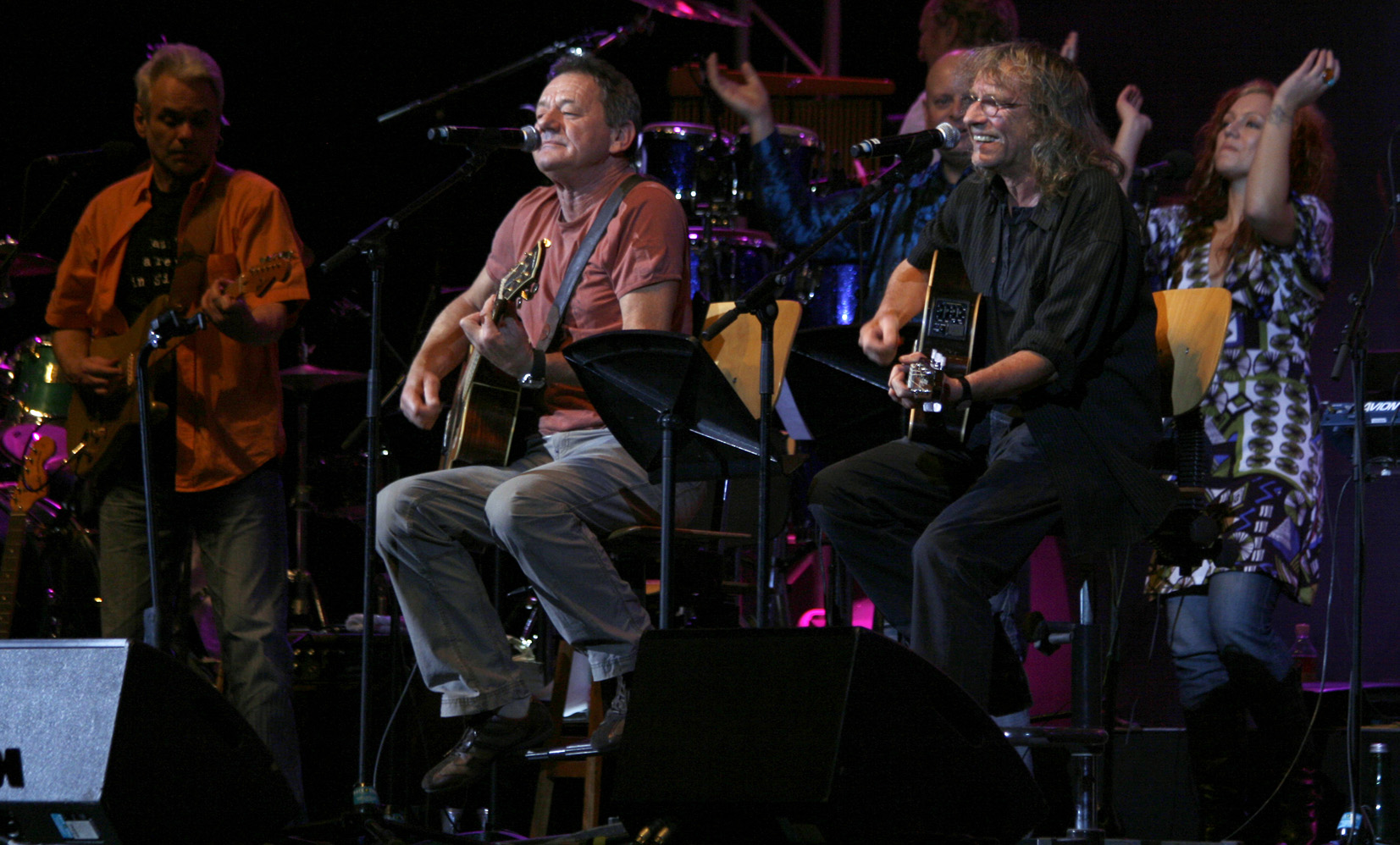
Wolfgang Ambros, Ulli Bäer, Schiffkowitz u. a. (2008)

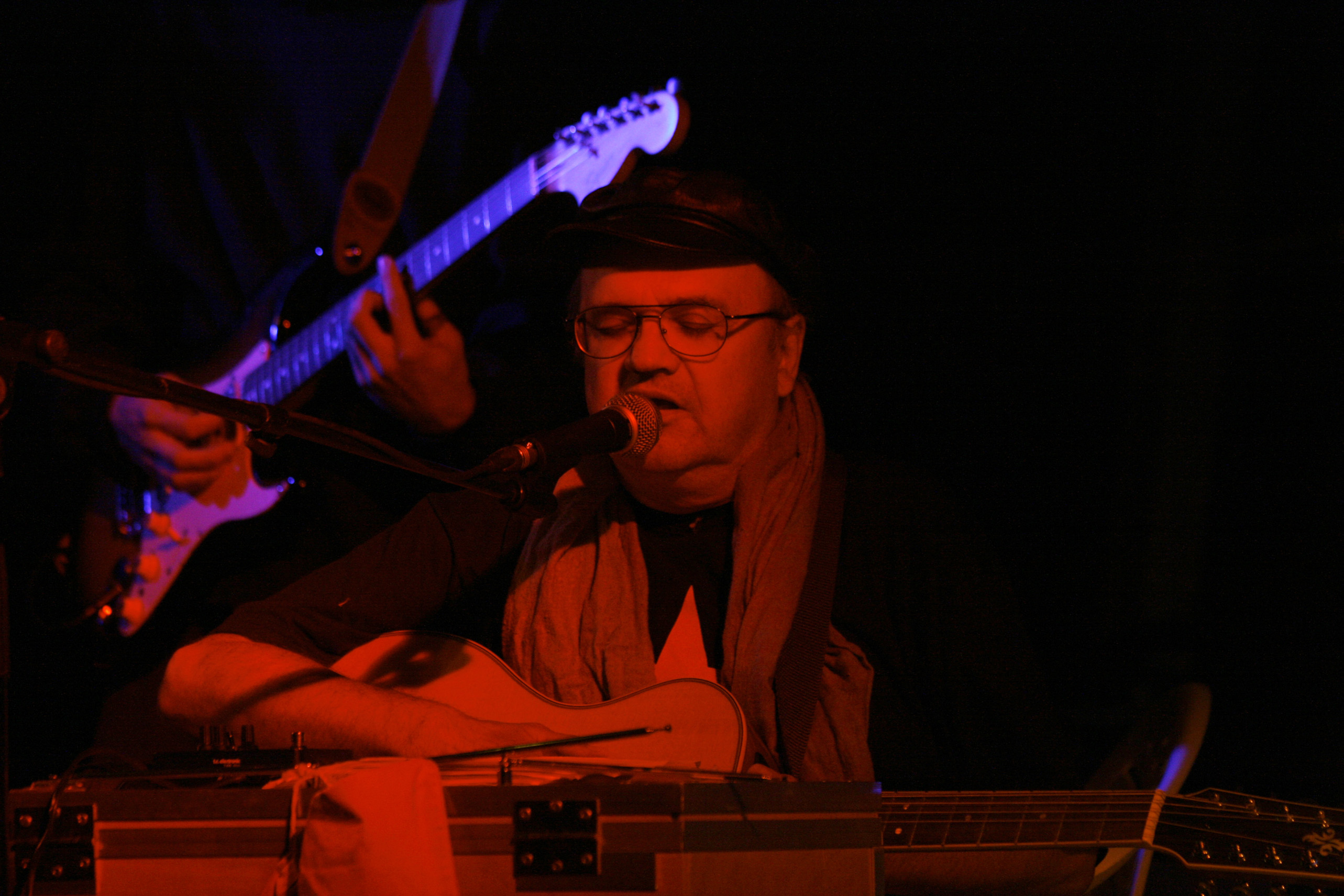
Sigi Maron (2008)

Ein Beispiel dafür kam mit dem Duo Wolfgang Ambros/Joesi Prokopetz mit dem Song Da Hofa aus dem Jahre 1971, der im Oktober desselben Jahres die österreichische Hitparade stürmte. Ungefähr zeitgleich brachte Georg Danzer den damals umstrittenen Song Der Tschik heraus. Zu Beginn wusste man nicht, wer den Song gesungen hatte, erst nach Stimmanalyse konnte man Danzer als Interpreten feststellen. In dem Song beschreibt Danzer das Leben aus Sicht eines sogenannten Sandlers. Einige Jahre später kam mit dem Lied Jö schau Danzers kommerzieller Durchbruch. Zuvor war Danzer bereits bei der Popgruppe The Madcaps tätig gewesen.
1972 konnte sich der Wiener Liedermacher Heinrich Walcher mit Gummizwerg auf Rang 1 in den österreichischen Charts platzieren. Anfangs dachte man, es handle sich bei dem Song um einen Schlager ohne aussagenden Inhalt. Allerdings stellte sich später heraus, dass zum Beispiel mit den Wörtern Schnee, Gras und Koks auf Drogen angespielt worden war.
Weiters konnte sich der ehemalige Radiomoderator André Heller als Liedermacher und Chansonnier in der österreichischen Musikszene etablieren.

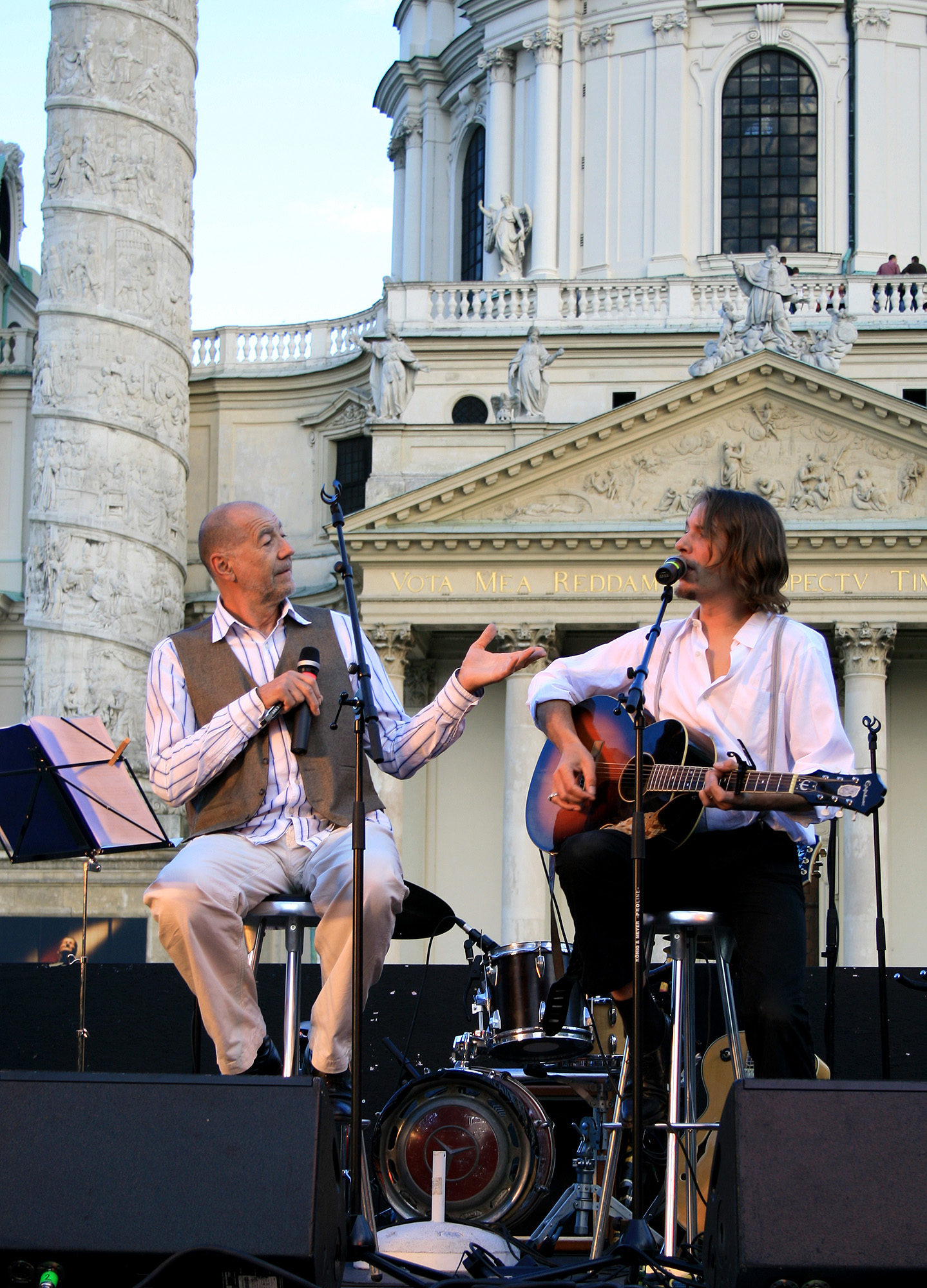
Willi Resetarits, Mitglied der früheren Politrockband Schmetterlinge, und der Autor und Liedermacher Ernst Molden (2008)

In der ersten Hälfte der 1970er Jahre etablierten sich im Umfeld des Folk-Club Atlantis und speziell nach der Arena-Besetzung auch sozialkritische und politisch linke Liedermacher und Sänger, die innerhalb eines eigenen, relativ geschlossenen Marktsegmentes lebhaften Zuspruch fanden, etwa Die Schmetterlinge mit ihrer Proletenpassion, Sigi Maron oder Erich Demmer.
Der Maler und Dichter Arik Brauer machte in den 1970er Jahren eine Gesangskarriere. Mit seinen Liedern im Wiener Dialekt, wie z. B. Hinter meiner, vorder meiner oder Sie hab'n a Haus baut, hatte er sehr erfolgreiche Langspielplatten und wurde zu einem der Väter eines politisch engagierten Austropop. Vom Jahr 2000 an bis zu seinem Tod trat er mit seinen Töchtern und Elias Meiri als Die Brauers auf.
1975 erschien mit dem Album Es lebe der Zentralfriedhof von Wolfgang Ambros dessen kommerziell erfolgreichstes Werk. Zuvor waren der Titelsong und das Lied Zwickt's mi bereits sehr erfolgreich von verschiedenen Radiostationen gespielt worden.
Gegen Ende der 1970er-Jahre erlangte Ludwig Hirsch mit seinen Alben Komm, großer schwarzer Vogel und Dunkelgraue Lieder in Österreich große Bekanntheit. In den Medien wurden seine Texte – wie er in einem späteren Interview meinte – ernster genommen, als sie gemeint waren. So verbot zum Beispiel der Sender Ö3, den Song Komm, großer schwarzer Vogel nach 22 Uhr zu spielen, da nach Ansicht des Radiosenders zu dieser Zeit – aufgrund des morbiden Textes und der düsteren Atmosphäre – Personen selbstmordgefährdet werden könnten.
Zu Beginn der 1980er-Jahre schaffte es der Liedermacher Rainhard Fendrich mit dem Lied Strada del sole auf Platz 1 der österreichischen Hitparade. Weitere vier Nummer-eins-Hits und hoher Bekanntheitsgrad im deutschsprachigen Raum sollten folgen. Bekannt ist er auch mit der Ballade I Am from Austria geworden.
Gegen Mitte und Ende der 1980er Jahre rückten auch die Band S.T.S., Stefanie Werger und die Original Alpinkatzen mit Leadsänger Hubert von Goisern ins Rampenlicht.
Im Verlauf der 1990er-Jahre zogen sich bekannte Liedermacher langsam aus dem kommerziellen Musikgeschäft zurück. Musiker wie Wolfgang Ambros oder S.T.S. wurden aus dem Radioprogramm von Jugendsendern genommen.
Nachdem Rainhard Fendrich 1997 mit Blond seinen bislang letzten Nummer-eins-Hit hatte, wurde zugunsten karitativer Zwecke das Trio Austria 3, bestehend aus Wolfgang Ambros, Georg Danzer und Rainhard Fendrich, gegründet. Die Liedermacherszene blühte zur Überraschung der Medien neu auf. Es folgten ausverkaufte Konzerte und zwei Nummer-eins-Alben der Gruppe.

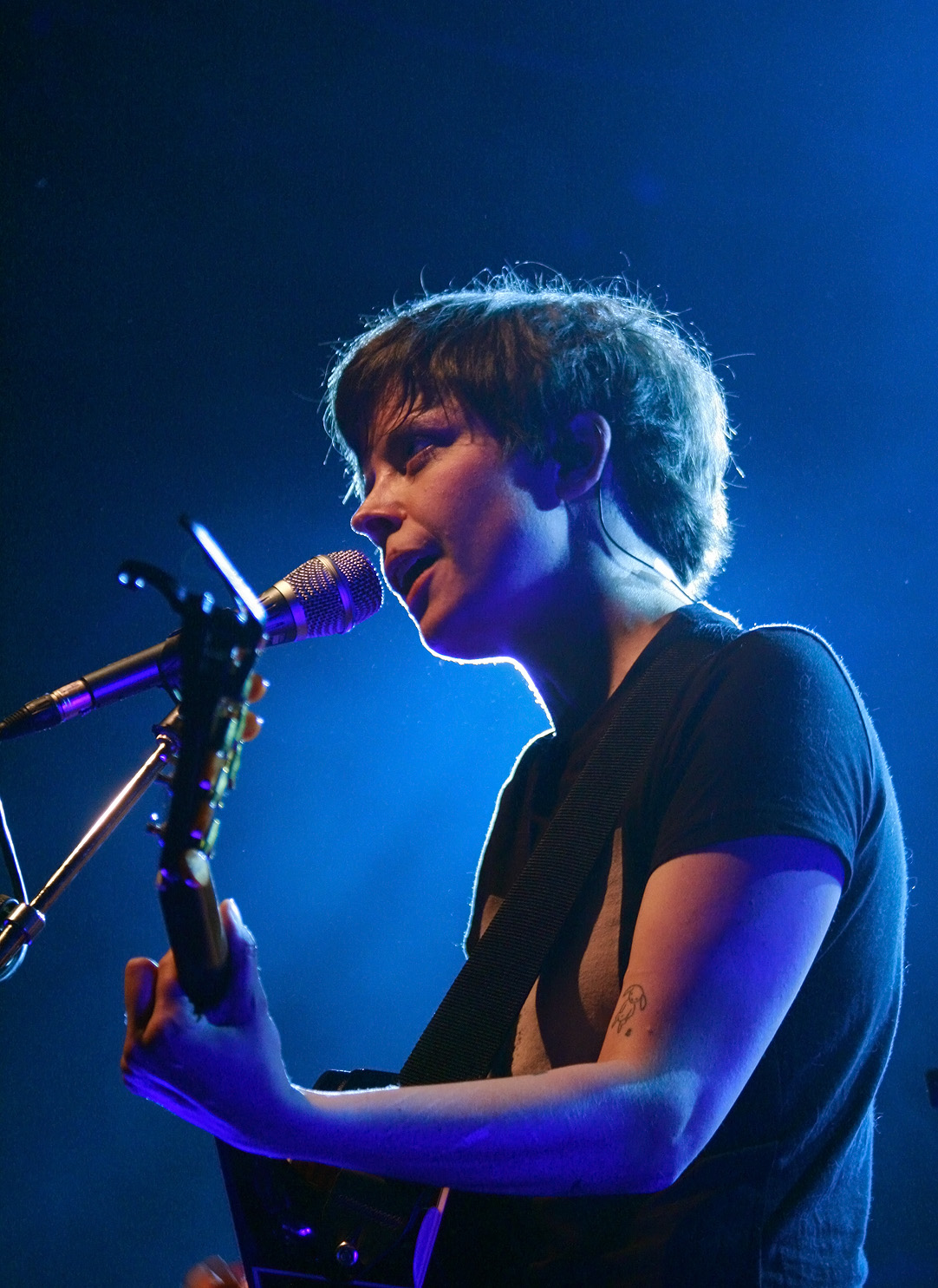
Clara Luzia (2011)

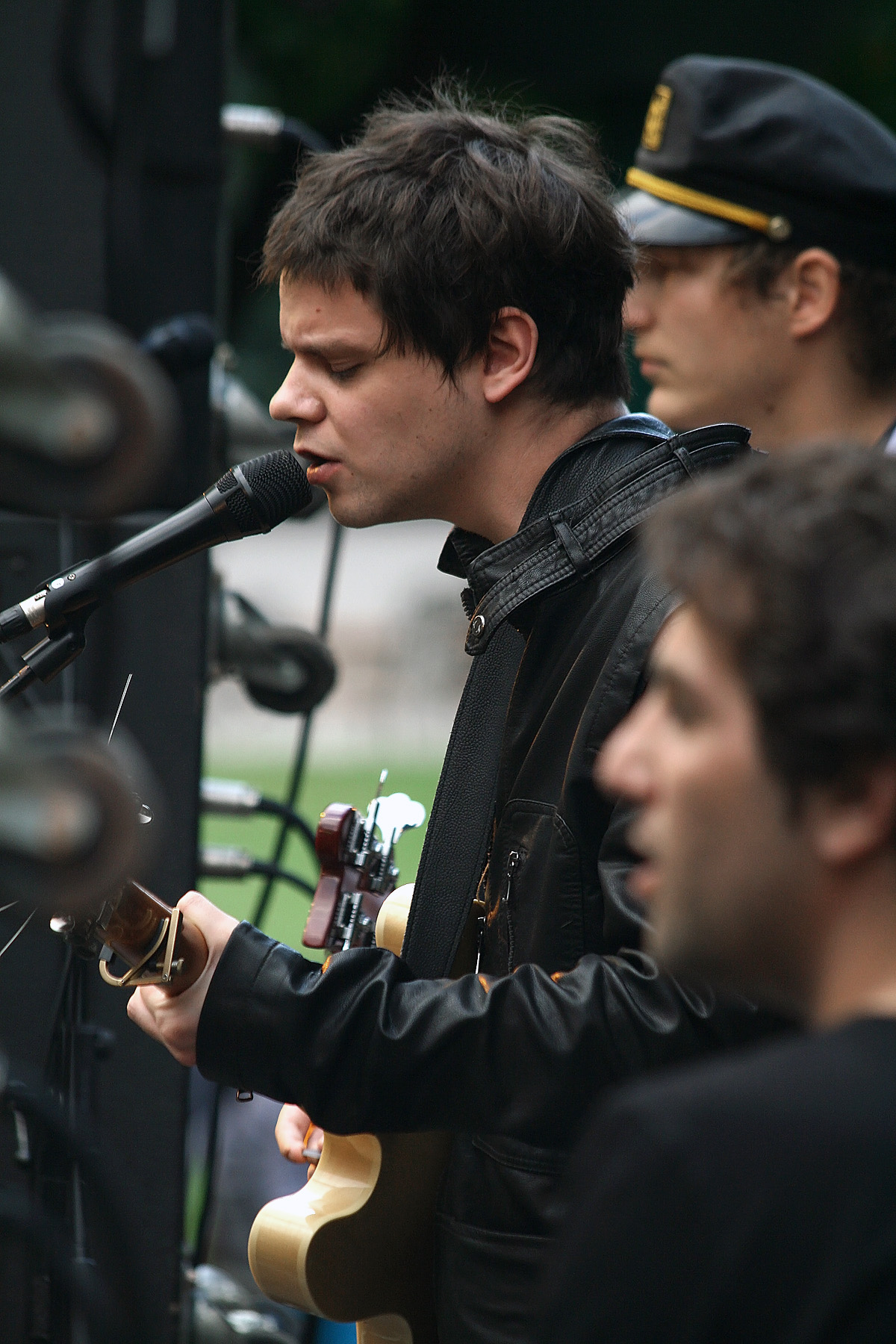
Der Nino aus Wien (2011)

Seit den 2000er-Jahren sind weiterhin, teils in neuen Formationen, erfolgreich etwa Willi Resetarits, der nach dem Ende des blues- und rockorientierten Kurt Ostbahn unter anderem mit dem Stubnblues Musik macht, und Hubert von Goisern (Brenna tuats guat, 2011). Neue Alben erschienen auch von Ambros, nach längerer Pause von Sigi Maron und anderen. Mit dem Tod von Georg Danzer (2007), Hansi Lang (2008) und Ludwig Hirsch (2011) verlor die Szene innerhalb weniger Jahre einige ihrer herausragendsten Vertreter.
Daneben etablierten sich eine Reihe jüngerer Musiker, die aber noch nicht die Breitenwirksamkeit der Stars aus früheren Jahrzehnten erreichen konnten. Darunter sind so unterschiedliche Künstler wie die stark am Chanson orientierte Valérie Sajdik, die im Independent-Bereich heimischen Clara Luzia, Mika Vember und Der Nino aus Wien und die Richtung Pop und Elektronik neigende Violetta Parisini, sowie mehr der Singer-Songwriter-Tradition folgende Mundart-Künstler wie der Schriftsteller und Musiker Ernst Molden, das Duo Christoph & Lollo und Gruppen wie Die Strottern, 5/8erl in Ehr’n und das Kollegium Kalksburg.

## Bekannte Interpreten (Auswahl)
- Leo Aberer (Reggae, Pop)
- Arik Brauer (Pop)
- Wolfgang Ambros (Rock, Pop)
- Flow Bradley (Reggae, Electronic)
- Christoph & Lollo (Kabarett, Pop)
- Peter Cornelius (Pop, anfänglich Schlager)
- Coshiva (Rock)
- Georg Danzer (Pop, tw. Chanson)
- Der Nino aus Wien (Independent)
- Gerhard Egger (Mostrocker) (Popmusik, Alpenrock)
- Rainhard Fendrich (Pop)
- Hubert von Goisern (Weltmusik)
- André Heller (Chanson)
- Ludwig Hirsch (Singer-Songwriter, tw. Rock)
- Voodoo Jürgens (Independent)
- Clara Luzia (Independent)
- Marianne Mendt
- Ernst Molden (Pop)
- Mondscheiner (Indie-Rock)
- Gernot Pachernigg (Pop)
- Erika Pluhar (Chanson)
- Thomas Raab (Rock)
- Willi Resetarits (Rock, tw. Blues und Neue Volksmusik)
- Helmut Röhrling (Rock, Pop-Rock, Politrock)
- Valérie Sajdik (Pop, Jazz, Reggae, Chanson)
- Kurt Sowinetz
- Gert Steinbäcker (Pop-Rock, Politrock)
- Günter Timischl (Pop-Rock, Politrock)
- Heinrich Walcher (Pop)
- Stefanie Werger (Pop)